# Grammaire picarde
La grammaire picarde est l'étude des règles qui régissent la langue picarde.
La grammaire picarde présente de nombreuses similitudes avec les autres langues romanes, notamment avec les autres langues d'oïl et l'ancien français dont elle a parfois gardé des traits que le français moderne a éliminés.

## L'article

### L'article défini
En picard, l'article défini singulier était le au masculin et au féminin et au pluriel les.
le villache (fr: le village)
le branke (fr: la branche)
i sont vnus quère ( / queure / tcheure )  les punmes ( ils sont venus chercher les pommes )
les garchons et les files ( les garçons et les filles )
cet article défini le se retrouve aussi sous les formes l'  ,  el  :
Les pinderleots de l' Castafiore ( Les bijoux de la Castafiore )
el secreut d' El Licorne ( le secret de La Licorne )
au mitan d'  eul  nuit ( au milieu de la nuit )
el garchon ( le garçon ), l'éfant ( l'enfant )
èl branke (la branche)
mais le picard utilise plutôt à présent des « démonstratifs-articles » tels que:
ech poèyis , ch' poéyis ( le pays ) , ech cmin ( le chemin ) chu c'min ( Vimeu ) , chl'éfant ( l' enfant ) , cht'onme ( l' homme ) , chele bouke ( la bouche ) , chele matante ( la tante )
ches vakes ( les vaches )

### L'article dans l'ancien picard
L'ancien picard est la langue picarde parlée au Moyen Âge. On connaît cet ancien picard par des textes littéraires médiévaux recopiés par des scribes qui peuvent parfois modifier le texte original. Il y a donc une différence entre la langue vulgaire parlée, le texte manuscrit écrit original et le texte copié parfois un ou deux siècles plus tard.
Gossen indique que l'ancien picard (comme dans l'ancien français) comportait une déclinaison à deux cas (un cas sujet et un cas régime).
|           |            | masculin | féminin |
| singulier | cas sujet  | li       | le , li |
|           | cas régime | le       | le      |
| pluriel   | cas sujet  | li       | les     |
|           | cas régime | les      | les     |
| --------- | ---------- | -------- | ------- |

En ancien picard (comme en wallon) l'emploi de le au féminin est le résultat d'une évolution phonétique (ce n'est pas une perte de genre).
exemples:
- Aucassin et Nicolette - anonyme - fin du 12e siècle

Ele avoit les caviaus blons et menus recercelés, et les ex vairs et rians, et le face traitice, et le nés haut et bien assis, et lé levretes vremelletes  ( Elle avait les cheveux blonds et finement bouclés, et les yeux clairs et rieurs, et la face avec de beaux traits, et le nez haut et bien placé, et les lèvres vremelletes )
- Ichi commenche li prologues de Constantinoble, comment ele fu prise (Robert de Clari - 1216 - ms 487 Bibliothèque Royale de Copenhague)

Quant le chités fu prise et li pelerin se furent herbergié, si com je vous ai dit, et li palais furent pris, si trova on tant de riqueches es palais que trop. Si estoit li palais de Bouke de Lion si rikes et si fais com je vous dirai.
- Li jus Adan (Jeu de la Feuillée (1276) par Adam le Bossu / Adam de la Halle)

Maistres, se vous le me laissiés, Ele me venroit a goust. ( Maître, si vous me la laissiez, elle conviendrait bien à mon goût. )

Dès le XIIe siècle, l'ancien français de Picardie se distingue des autres variantes de l'ancien français par la disparition progressive de la différence masculin / féminin dans l'article défini. Concrètement, là où les autres dialectes présentent le (m.) / la (f.), les textes en ancien français de Picardie montrent que la forme le est étendue au féminin (le fame trouve-t-on dans les fabliaux picards au lieu de la fame ailleurs pour dire la femme).

### Les articles dans les textes du Moyen picard
Le moyen picard est la période entre l'ancien picard parlé au moyen age et le picard moderne. Le moyen picard correspond donc aux 15e, 16e et 17e siècle (Flute , 1970).
Flute indique que che dans les textes franco-picards médiévaux n'est employé que comme un démonstratif, mais au XVIe siècle, le statut de che change et au XVIIe siècle
che est très utilisé comme article.
Les démonstratif latins iste et ille ont donné des formes renforcées du démonstratif « ecce ille » et « ecce iste » en latin tardif qui ont évolué ensuite en ancien français pour donner : cil , cel et celle. celle a ensuite évolué vers  cest , cette.
En picard, cil est devenu chil et cel est devenu chelle . « ecce hic » a évolué vers ichi (ici).

### chedevient un «démonstratif-article»
Eloy note que l'utilisation du contraste morphologique entre che et le suppose une sorte de socle commun: la deixis. La deixis est l'ensemble des références d'une situation définie par des coordonnées spatio-temporelles. Les éléments linguistiques qui vont situer l'énoncé sont des « déictiques ». Les articles et les démonstratifs sont des déictiques.
Pour Eloy (1992), « L'évolution des formes che article correspond à un processus sociolinguistique de patoisement. »
« Il semble plausible que le glissement de le à che se soit fait sur la base d'une sorte de deixis minimale, assertion nominale ou construction de la référence nominale. »
Le picard a remplacé l'article défini en l- au masculin par ce fameux démonstratif-article en ch- (généralement ech avec l'ajout de l'e volant devant la consonne) qui vient de l'ancien démonstratif che(l), chelle (forme que prenait en ancien français de Picardie l'article ce(l) / cil, celle qu'on trouve ailleurs et qui a donné en français les formes ce, celle, celles, ceux). L'article en ch- a dû être utilisé pour remplacer l'article en l- au masculin afin de préserver la différence entre masculin et féminin qui avait donc été éliminée autour du XIIe siècle. La forme en l- a cependant été conservée au féminin singulier bien que le phénomène ne soit pas homogène : dans certains parlers picards du Nord-Pas-de-Calais et du Hainaut, l'article masculin est el et dans certains parlers du Vimeu et du Ponthieu l'article est partout en ch- : chole ou chèle au féminin et chu au masculin (forme qu'on retrouve en normand, ce chu est attesté dès le XIIIe siècle et est une déformation de chiu, forme vocalisée de chil qui correspond à cil en ancien français francien).

### Contractions
Les contractions ne sont pas obligatoires en picard comme elles le sont en français, ce sont en réalité des restes d'ancien français qui sont souvent en concurrence avec les formes non-contractées.
La contraction des prépositions à, ed et éventuellement par / per suivies de l'article défini se fait devant un mot masculin singulier ou un pluriel commençant par une consonne. Elle ne se fait cependant ni devant un nom masculin commençant par une voyelle (avec l'article élidé), ni devant un nom féminin.
|                   | Contractions               |
| à + ech :         | au / à ch’                 |
| à + ches :        | aus / à ches               |
| ed + ech :        | du / d'ech                 |
| ed + ches :       | des / ed ches              |
| par / per + ech : | pau / par ech / per ech    |
| par + ches :      | paus / par ches / per ches |
|                   |                            |

### L'article indéfini
- Article indéfini singulier : un (masculin), unne (féminin). Pour la forme au féminin, les variantes orthographiques sont nombreuses, allant de éne à eune en passant par un simple 'ne et inne.
- Article indéfini pluriel : des au masculin et féminin (qui devient éventuellement mais pas obligatoirement eds’ devant une voyelle, qui lui-même perd son e volant quand la syllabe précédente est une syllabe ouverte : ds’).

exemples:
- un ratieu (un râteau)
- unne glaine (une poule) -  flémard conme eune couleuve (fainéant comme une couleuvre) - eun' é-j'niche (une génisse) - ène pétite cancheon (une petite chanson)
- des kiens / des tchiens (des chiens) - éd'z éreilles (des oreilles) - éd'z économies (des économies)

## Le nom

### Le génitif picard
La langue picarde a conservé un reste du génitif de l’ancien français (qui venait lui-même du génitif latin).
En ancien français la possession pouvait être exprimée de deux façons : en utilisant une préposition (généralement a, « à », ou ed, « de »), ou alors en recourant à ce reste de génitif latin qui consistait à mettre le nom possédant au cas régime et ne pas mettre de préposition. Par exemple, Jean de Joinville écrit en 1275 : Je, Jehan [...], faiz escrire la vie_nostre saint roy Looÿs (« Moi, Jean, je fais écrire la vie de notre saint Roi Louis »).
Cette pratique a disparu progressivement, on n’en retrouve plus de traces réelles dans l’usage après le XVe siècle sauf dans des expressions figées dont certaines nous sont parvenues comme « Hôtel-Dieu » (ostel Dieu ou ostel a Dieu en ancien français), « Fête-Dieu » (la feste Dieu ou feste a Dieu) etc.
En picard, cet usage du génitif s’est cependant maintenu jusqu’à nos jours mais uniquement dans les cas où le possesseur est un nom propre et uniquement s’il n’y a rien entre le possédé et le nom propre du possesseur:
« le chapeau de Baptiste » se dira en picard : ech capieu_Batisse.
ech capieu à nou boin Paul (« le chapeau de notre bon Paul ») ici le nom propre est précédé de qualificatifs et alors on utilise systématiquement la préposition à.
ech capieu à min voésin (« le chapeau de mon voisin ») ici, mon voisin n’est pas un nom propre et le picard n'utilisera pas un génitif

L’utilisation de la préposition à est également possible, comme en français courant : ech capieu à Bâtisse.
Une exception à cette règle : le mot Diu (« Dieu ») peut utiliser le génitif car il se comporte comme un nom propre : Sainte Marie, os ètes el mère (à) Diu (« Sainte Marie, vous êtes la mère de Dieu »).

## Le verbe
En picard, on a des « règles de grammaire » mais il n'y a pas d' « orthographe officielle » bien qu'il existe des recommandations. On trouve ainsi plusieurs conventions d'écriture.
Verbes conjugués à la première personne
- voir Discussion:Grammaire picarde

En général, on met -s  à la première personne du singulier mais certains auteurs ne mettent pas d'-s. De plus, il existe une liaison facultative en -t  à la première personne du singulier. On ajoute alors un -t à la fin d'un verbe à la première personne du singulier quand le mot suivant commence par une voyelle. Par exemple, je suis un homme se dira ej sus un onme ou ej su un onme ou ej su-t un onme, et je crois en Dieu sera ej croé in Diu ou ej croé-t in Diu si on fait la liaison.
Quelques exemples:
J'prinds là-dsus mes vingt sous (Alexandre Desrousseaux, Le budget d'un ménage dins Chansons et Pasquilles  lilloises (1851-1870))
Et j'ene sais poin si j'dos li dire awi. (Alexandre Desrousseaux, César Fiqueus, dans Parle-moi chti, Alain Dawson, p 161, Assimil)
J'ém raminteus d'chés 28 ans d'muraille (Jacques Dulphy, Ch'dur et pi ch'mo, tome I , Ch'Lanchron 2017, p 115)
J'sus d'avis pour battré tambour (François Saint-Germain, Ébroussures, choix de textes picards, Picardisants du Ponthieu et du Vimeu, imp Colombel, p 84, 2007)